# چارلی پاسارل
 چارلی پاسارل (انگلیسی: Charlie Pasarell؛ زادهٔ ۱۲ فوریهٔ ۱۹۴۴) یک تنیس‌باز اهل ایالات متحده آمریکا است.